# باول إنغلمان
باول إنغلمان (بالألمانية: Paul Engelmann)‏ هو مهندس معماري نمساوي، ولد في 14 يونيو 1891 في أولوموتس في التشيك، وتوفي في 5 فبراير 1965 في تل أبيب في إسرائيل.